# Britt Robertson

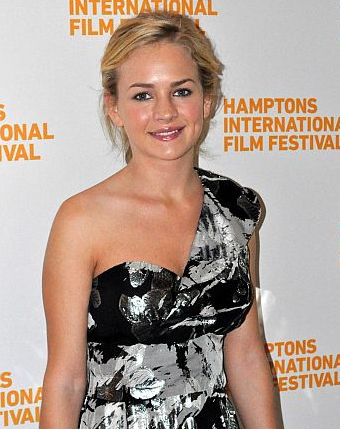
Britt Robertson (2010)

Britt Robertson, właśc. Brittany Leanna Robertson (ur. 18 kwietnia 1990 w Charlotte, w stanie Karolina Północna) – amerykańska aktorka.

## Życiorys
Jest najstarsza z siedmiorga dzieci. Urodziła się w Charlotte (Karolina Północna), a dorastała w Chester (Karolina Południowa); później przeniosła się do Los Angeles, gdzie rozpoczęła karierę filmową.
Jej wczesne role (jako Brittany Robertson) obejmują Cary Burns w Ja cię kocham, a ty z nim, Samanthy w Imprezowo, Stone Trixie z Dziesiątego kręgu, Lux Cassidy w Drugiej szansie i Marnie Cooper z filmu Krzyk 4. Późniejsze role (jako Britt Robertson) to m.in. Allie Penington w Liceum Avalon, Cassie Blake w serialu Tajemny krąg, Aubrey Miller w filmie The First Time oraz Casey Newton w Kraina jutra.

## Życie prywatne
Od 2012 do 2017 była w związku z aktorem Dylanem O’Brienem.

## Filmografia

### Filmy kinowe
| Rok  | Tytuł                     | Rola             | Uwagi       |
| ---- | ------------------------- | ---------------- | ----------- |
| 2003 | The Ghost Club            | Carrie           |             |
| 2004 | The Last Summer           | Beth             |             |
| 2006 | Trzymaj ze Steinami       | Ashley Grunwald  |             |
| 2007 | Frank                     | Anna York        |             |
| 2007 | Ja cię kocham, a ty z nim | Cara Burns       |             |
| 2008 | Miasto śmierci            | Claire           |             |
| 2009 | Matka i dziecko           | Violet           |             |
| 2010 | Cherry                    | Beth             |             |
| 2010 | Triple Dog                | Chapin Wright    |             |
| 2011 | Krzyk 4                   | Marnie Cooper    |             |
| 2011 | Video Girl                | Video Girl       |             |
| 2011 | Drzewo genealogiczne      | Kelly Burnett    |             |
| 2012 | The First Time            | Aubrey Miller    |             |
| 2013 | White Rabbit              | Julie            |             |
| 2013 | Wykapany ojciec           | Kristen          |             |
| 2014 | Ask Me Anything           | Katie Kampenfelt |             |
| 2014 | Cake                      | Becky            |             |
| 2015 | Najdłuższa podróż         | Sophia Danko     |             |
| 2015 | Kraina jutra              | Casey Newton     |             |
| 2016 | Dzień matki               | Kristin          |             |
| 2016 | Mr. Church                | Charlotte Brooks |             |
| 2016 | Jack Goes Home            | Cleo             |             |
| 2017 | Był sobie pies            | Hannah           |             |
| 2017 | Między nami kosmos        | Tulsa            |             |
| 2019 | Little Fig                | Valley Girl      | krótkometr. |
| 2020 | Wierzę w Ciebie           | Melissa Henning  |             |
| 2020 | Books of Blood            | Jenna            |             |
| 2020 | Kappa Kappa Die           | Jodi             |             |
| 2021 | Łapiąc oddech             | Rachel Davis     |             |
| 2022 | Czy to przeznaczenie      | Carrie           |             |